# 似褶丽鱼属
似褶麗魚屬，是條鰭魚綱䲁形目麗魚科下的一個屬。

## 分類
本屬屬於褶麗魚亞科，目前被認可的種如下：
- 魅形似褶麗魚 Ptychochromoides betsileanus
- 喜鬥似褶麗魚 Ptychochromoides itasy
- 細柄似褶麗魚 Ptychochromoides vondrozo